# میلان گاییچ
میلان گاییچ (سیریلیک صربی: Милан Гајић؛ زادهٔ ۲۸ ژانویهٔ ۱۹۹۶) بازیکن فوتبال اهل صربستان است.
از باشگاه‌هایی که در آن بازی کرده‌است می‌توان به باشگاه فوتبال بوردو و باشگاه فوتبال بئوگراد اشاره کرد.
وی همچنین در تیم‌های ملی فوتبال زیر ۲۰ سال صربستان، زیر ۲۱ سال صربستان، و صربستان بازی کرده‌است.